# Dono II (antipapa)

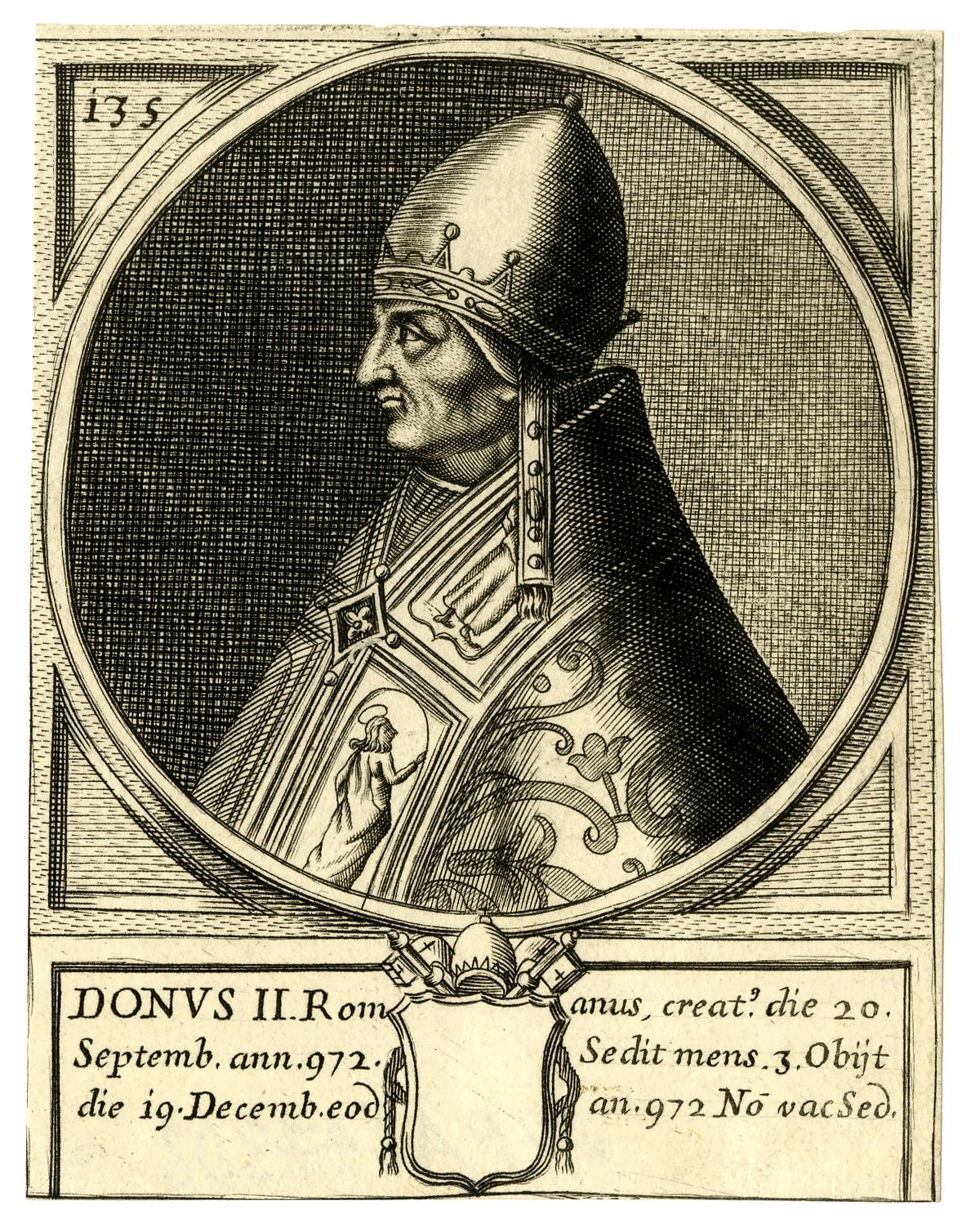
Una imagen que supuestamente representa a Donus II, publicada en Chronologia Summorum Romanorum Pontificum en 1675. El epígrafe indica que fue el 135.º papa y que gobernó durante tres meses en el año 972.

«Dono II» es un papa apócrifo que supuestamente ejerció el cargo brevemente entre Benedicto VI y Benedicto VII en algún momento durante la década de 970. Es probable que la creación se deba a que en los catálogos papales se confundió accidentalmente el título domnus con un nombre propio, debido a la posterior incorporación de algunos antipapas en las listas papales. Su existencia había sido documentada desde al menos el siglo XV, y fue considerado papa por el Vaticano durante más de 200 años hasta que la cronología se corrigió en 1947. A pesar de su historial ficticio, el papa inexistente había sido elogiado por su conducta honorable.

## Historia
Es probable que Donus II fuera inventado por catálogos papales posteriores que lo ubicaban entre Benedicto VI y Benedicto VII. Es probable que Benedicto VI apareciera antes de la frase Domnus de Sutri («Señor de Sutri»), ya que había sido obispo de Sutri. Ediciones posteriores habían añadido al antipapa Bonifacio VII y sus años de reinado en la misma línea de tiempo directamente después de la mención de Benedicto VI, lo que habría incluido a Domnus de Sutri de forma independiente junto con el año 974, que previamente había sido acreditado a Benedicto VI. Los editores posteriores habrían leído la frase como el nombre de un papa, y luego habrían acortado el nombre a simplemente Domnus, dando la impresión de un papa llamado Domnus (también escrito como Domnus, Donus o Bonus) que ostentó el título en 974. Se le dio el sufijo II porque hubo un papa Dono que ya había ocupado el cargo entre 676 y 678.

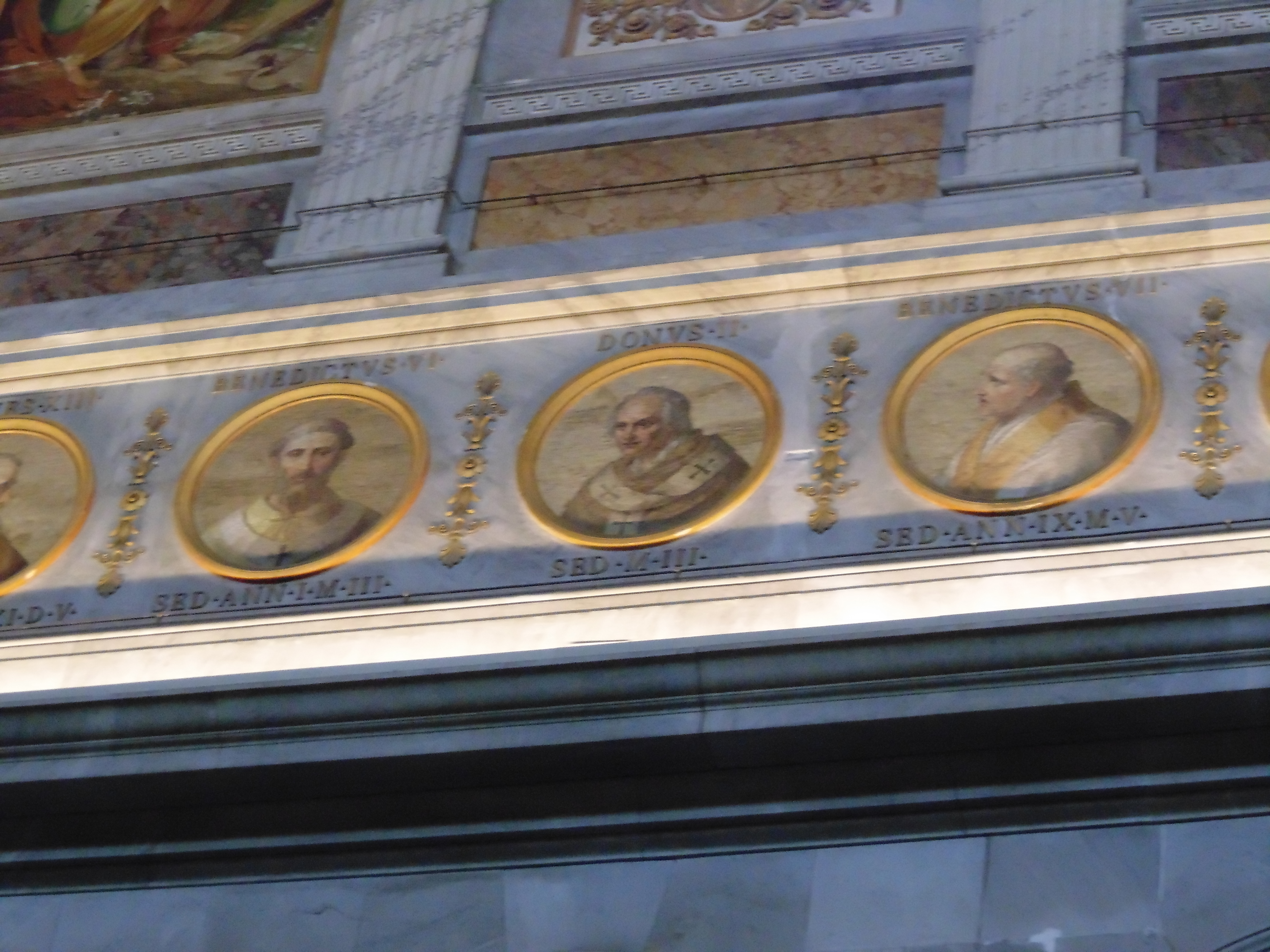
Un mosaico de Dono II (segundo desde la derecha) en la Basílica de San Pablo Extramuros. Su inclusión en la basílica legitimó su existencia durante siglos.

Ilustraciones de Dono II existen al menos desde el siglo XV. Un ejemplo es un retrato (conocido como clipei) que se encuentra en una galería de papas ubicada en la Basílica de San Pablo Extramuros. Los retratos de los papas en San Pablo se remontan al siglo V con la instalación de los primeros 40.: 71–72  La galería no recibió mantenimiento continuo, como lo demuestra el hecho de que la lista solo se amplió durante raros períodos de renovación.: 125, 167  En 1748, Pietro Piazza recibió el encargo de rehacer 158 retratos y crear una galería que visualizara la reivindicación del Vaticano de una línea ininterrumpida de papas desde San Pedro. Muchos de los retratos no reflejaban la apariencia real de los papas y eran ficticios, ya que la representación precisa de los papas individuales no era el objetivo principal. Piazza trabajó en los clipei de los papas desde Esteban III del siglo VIII hasta Benedicto XIV del siglo XVIII, que habrían incluido al ficticio Dono II.: 226–227 

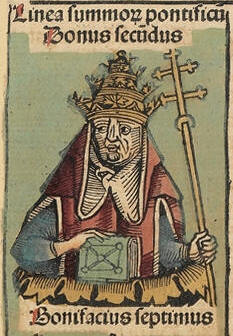
Xilografía de Dono II de las Crónicas de Núremberg publicada por primera vez en 1493.

En el siglo XVIII la galería de mosaicos fue utilizada por Giovanni Marangoni para crear un registro papal oficial. Durante más de doscientos años, Dono II fue considerado un papa legítimo por la Santa Sede. Aunque se sabía que la lista tenía fallos, no fue auditada formalmente hasta 1947. Además de confirmar la inexistencia de Dono II, la auditoría reveló que los papas Cleto y Anacleto eran en realidad la misma persona, descubrió a los papas Bonifacio VI y León VIII, y corrigió varios detalles relativos a docenas de otros papas.
A pesar de su creación accidental, se han registrado relatos sobre Dono II. Un libro de Alexis-François Artaud de Montor afirma que era romano, elegido en 972 debido a la participación de los condes de Tusculum, y «gobernó tres meses con gran integridad» antes de morir el 19 de diciembre de 972 y ser enterrado en la Ciudad del Vaticano. Otros detalles de su supuesto reinado varían, como que fue entre el 5 de abril de 974 y octubre de 975, o, según William à Beckett, que «nunca fue acusado de ninguna injusticia o acción deshonrosa». Independientemente de las fechas de su papado, ninguna fuente contemporánea menciona a Dono II ni se registra ninguno de sus actos como papa.